# Revelação especial
Revelação especial, segundo a teologia sistemática, é aquela em que Deus se mostra aos seres humanos através de meios sobrenaturais, como milagres, encarnação de Jesus Cristo e inspiração da Bíblia. É distinta da revelação geral, que se dirige a toda a humanidade e cujo instrumento é a criação ou natureza.